# El Retorno
El Retorno is een gemeente in het Colombiaanse departement Guaviare. De gemeente telt 4119 inwoners (2005).
Calamar · El Retorno · Miraflores · San José del Guaviare